# فهرست مغالطه‌ها
فهرست مغالطه‌ها؛ آنچه در زیر می‌آید، فهرستی از مغالطه‌ها یا سفسطه‌ها است.

## مغالطه‌های ساختاری (صوری)
مغالطه‌های صوری، به مغالطه‌هایی گفته می‌شود که در شکل بحث (صورت آن)، می‌توان آن‌ها را دید و نیازی به فهمیدن محتوای بحث برای پیدا کردن این نوع مغالطه‌ها نیست. تمامی مغالطه‌های صوری، نوع مشخصی از مغالطه‌های ناپیرو (به فرانسوی: non sequitur) هستند.
- مغالطهٔ عدم تکرار حد وسط (مغالطهٔ چهارحدی): تکرار نشدن حد وسط به‌طور کامل و دقیق.[۱]
- مغالطهٔ وضع تالی: در یک قضیهٔ شرطی، با فرض تالی (منطق)، تحقق مقدم (منطق) را نتیجه گرفتن.[۲]
- مغالطه تصدیق فصل: استفاده از قیاس استثناییِ منفصله درحالی‌که قضیهٔ شرطیهٔ منفصله، حقیقیه یا مانعةالخُلُوّ نیست.[نیازمند منبع]
- مغالطهٔ رفع مقدم: در یک قضیهٔ شرطی، با رفع مقدم، وضع تالی را نتیجه گرفتن.[۳]
- مغالطهٔ مقدمات منفی: نتیجه‌گیری از قیاسی با مقدمتین سالبه.[۴]
- مغالطهٔ مقدمات ناسازگار: استنتاج از قیاس دارای مقدمتین متناقض.[۵]
- مغالطهٔ افراد غیرموجود: از گزاره‌ای با سور کلی، نتیجهٔ گزاره‌ای با سور وجودی گرفتن.[۶]
- ایهام انعکاس: برای موجبهٔ کلّیّه، عکس کلّیّه، و برای سالبهٔ جزئیه، عکس قائل بودن.[۷]
- سوء تألیف: تعمیم‌یافته بودنِ حدیِ موضوع یا محمول در نتیجه، بدون تعمیم آن در مقدمات قیاس، و نیز استنتاج از قیاسی که حد وسط آن در هیچ‌یک از دو مقدمه تعمیم‌یافته نیست.[۸]

- مغالطه سوء تألیف در صغرای قیاس
- مغالطه سوء تألیف در کبرای قیاس

## مغالطه‌های غیرصوری

### مغالطات ابهامی
- اهمال سور: ذکر نشدن سورِ قضیه و تلقی آن به‌عنوان قضیه‌ای کلی.[۹]
- کژتابی یا ابهام ساختاری: به‌کارگیری جمله‌ای که می‌تواند به دو یا چند گونه، بیان و فهمیده شود.
- مغالطهٔ اشتراک لفظ: استفاده از واژه‌هایی که دارای دو یا چند معنا هستند بدون قرینه‌ای که بر معنای مورد نظر، دلالت کند.
- مغالطه دوری: تعریف دو چیز یا لفظ مبهم به یکدیگر، درحالی‌که برای شناخت هریک، نیازمند به شناخت دیگری باشد.
- مغالطهٔ واژه مبهم: استفاده از واژه‌های مبهمی که قابلیت تفسیرهای گوناگون دارند.

### مغالطات استدلال با پیش‌فرضِ نادرست
- توسل به سنت: هر پدیده یا عقیدهٔ به یادگار مانده از گذشته، درست و پذیرفته است.[۱۰]

- مغالطهٔ عدم سابقه: شکلی از مغالطهٔ توسل به سنت که می‌گوید هر عقیدهٔ بی‌سابقه، مردود و نادرست است.

- تجددگرایی: هر پدیده یا عقیدهٔ نو و جدید، مقبول و درست است.[۱۲]

- مغالطهٔ سنت‌گریزی: شکلی از مغالطهٔ تجددگرایی که می‌گوید هر عقیدهٔ به یادگار مانده از گذشته مردود است.

- فقرگرایی یا توسل به برتری فقر: افراد فقیر و تهی‌دست دارای شخصیت مثبت و افکار درست هستند.[۱۴]
- ثروت‌گرایی یا توسل به برتری ثروت: افراد ثروت‌مند و متمول دارای شخصیت مثبت و افکار درست‌اند.[۱۵]
- مغالطهٔ توسل به اکثریت: هر موضوعی که اکثریتِ مردم نسبت به آن موافق باشند، درست است.[۱۶]
- مغالطهٔ علت شمردنِ مقدم: در دو حادثهٔ متوالی، حادثهٔ اول، علت حادثهٔ دوم است.[۱۷]
- مغالطهٔ علت شمردن مقارن: دو حادثهٔ هم‌زمان یک حادثه، علت حادثهٔ دیگر است.[۱۸]
- مغالطهٔ ترکیب: اگر اجزای مجموعه‌ای دارای وصفی باشند، کل آن مجموعه نیز دارای آن وصف خواهد بود.[۱۹]
- مغالطهٔ تقسیم: اگر کل مجموعه دارای وصفی باشد، اجزای آن مجموعه نیز دارای همان وصف هستند.[۲۰]
- مغالطهٔ میانه‌روی: در هر بحثی با دو نظریه یا طرح مخالف، باید نظر میانه را انتخاب کرد.[۲۱]
- مغالطهٔ قمارباز: در وقوع یک امرِ محتمَل، نتیجهٔ مراتب قبلی در مراتب بعدی مؤثر است.[۲۲]
- شیب لغزنده: این مغالطه زمانی روی می‌دهد که کسی ادعا کند که پذیرفتن یک مسئله، یا برداشتن یک قدم، یا روی دادن یک اتفاق، بدون شک باعث ایجاد زنجیره‌ای بلند خواهد شد که در انتهای آن رخدادی بزرگ و معمولاً ناگوار خواهد بود.

### مغالطات ربطی
مغالطه‌های ربطی دسته‌ای از مغالطات در استدلال (قیاس، استقرا، یا تمثیل) هستند که در آن‌ها رابطه بین مقدمات استدلال و نتیجهٔ استدلال ضعیف و غیرقابل دفاع است.
مغالطه‌های ربطی در قیاس
- مغالطه قیاس مضمر مردود: ذکر نکردن یکی از مقدمات که در واقع نادرست است.[۲۳]
- ذوالحدّینِ جعلی: میان مقدم و تالیِ قضایای شرطی، رابطه‌ای وجود ندارد یا قضیهٔ فصلی، حقیقی نیست.[۲۴]
- خَلطِ نسبت: استفاده از نسبت‌های غیرمتقارن و غیر متعدی به‌عنوان نسبت‌های متقارن و متعدی.[۲۵]
- مغالطه دلیل نامربوط: استنتاجی که در آن، نتیجهٔ منطقیِ مقدمات نسبت به نتیجهٔ گرفته‌شده، اعم، اخص یا مباین (بیگانه) باشد.[۲۶]
- مصادره به مطلوب: استفاده از نتیجه در مقدمهٔ استدلال.[۲۷]
استدلال دُوری: به‌کار بردن مقدمه‌ای که صحت آن وابسته به صحت نتیجهٔ استدلال است. حالت خاص مصادره به مطلوب.[۲۸]

مغالطه‌های ربطی در استدلال‌های غیرقیاسی
- تعمیم شتاب‌زده: صادر کردن حکم کلی (استقرای ناقص) با نمونهٔ ناکافی یا غیرتصادفی، یا نمونه‌های غیرواقعی.[۲۹]
- مغالطهٔ تمثیل: تسرّی دادن حکم یک چیز به چیزی دیگر که در صفتی شبیه چیز اول باشد.[۳۰]

### مغالطات مقام دفاع
- نکتهٔ انحرافی و عوض کردن موضوع بحث: بحث را به بیراهه کشاندن یا منتفی کردن زمینهٔ پاسخ‌گویی با بهره‌گیری از یک نکتهٔ بی‌ربط.[۳۱]

- شوخی بی‌ربط: استفاده از طنز و لطیفه برای پوشاندن ضعف خود و تشویش اذهان عمومی.

- مغالطه تپه‌وحیاط: توسل به گزاره‌ای متفاوت از مدعای اصلی که دفاع کردن از آن آسان‌تر از دفاع کردن از مدعای اصلی باشد.

- مغالطهٔ توسل به واژه‌های مبهم: در مقام توجیهِ یک مدعای نادرست، به تفسیر دلخواه از واژه‌های مبهم پرداختن.
- توسل به معنای تحت‌اللفظ: در مقام توجیه یک سخن، مطرح کردن این ادعا که منظور اصلی، معنای تحت‌اللفظِ برخی واژه‌ها بوده نه معنای متبادر به ذهن.
- مغالطهٔ تغییر تعریف: در مقام توجیه یک سخن، مطرح کردن این ادعا که از برخی واژه‌ها معانی خاص دیگری مورد نظر بوده است.
- مغالطهٔ تغییر موضع: در مقام توجیه یک سخن، مطرح کردن این ادعا که آن سخن از دیدگاه و دیدگاه خاصی بیان شده است.
- اسکاتلندی واقعی: این مغلطه زمانی صورت می‌گیرد که فردی ادعایی کلی درمورد گروهی از آدم‌ها مطرح می‌کند و وقتی‌که مثالی نقض از میان همان گروه به وی داده می‌شود، به‌جای پس‌گرفتن ادعای کلیِ خود، سعی می‌کند معنی واژه را تغییر دهد و تفسیری جدید از آن بیان کند که این تفسیر رایج و مورد توافق طرفین نیست.

- مغالطهٔ استثنای بی‌اهمیت: پذیرش مثالِ نقض، اما غیرمهم و بی‌تأثیر جلوه دادن آن.[۳۵]
- حملهٔ شخصی: حملهٔ شخصی، فرنام عمومی است که به گروهی از مغلطه‌ها تعلق می‌گیرد. در این مغالطات، یک ادعا یا استدلال با استناد به حقیقتی بی‌ارتباط (با ادعا یا استدلال) در مورد کسی که آن ادعا یا استدلال را ارائه داده است رد می‌شود. همچنین می‌توان گفت در مغلطهٔ حملهٔ شخصی، به‌جای حمله به استدلالِ یک شخص، به شخصیتِ او اعتراض می‌شود و با پررنگ کردن یک نقطهٔ قابل اعتراض، تلاش می‌شود که استدلالِ آن شخص و ادعایش به حاشیه رانده شود.

- تو هم چنینی: اشاره به این که خود منتقد هم مرتکب خطایی شده که از آن انتقاد می‌کند.

- تبعیض‌طلبی: درخواست این‌که ملاک‌های نقدِ مدعای او با ملاک نقدِ مدعای دیگران متفاوت باشد.[۳۷]
- مغالطهٔ حفظ پیش‌فرض: بی‌توجهی به شواهدِ خلاف و اصرار بر مدعا.[۳۸]
- پذیرش ظاهری نقد: اشاره به انتقاد و پذیرش ظاهری آن‌ها و باقی ماندن بر مدعای خطا.

### مغالطات مقام نقد
مغالطات مقام نقد ترفندهایی مغلطی (بدون استدلال صحیح) هستند که جهت نادرست نشان دادن یک گزاره یا کاهش میزان تأثیرگذاری و مقبولیت آن به‌کار می‌روند.
- مغالطهٔ پارازیت: ایجاد وقفه در ارائهٔ یک سخن یا پیام یا ایجاد مانع در رسیدنِ آن به مخاطب.[۴۰]
- اتهام ابهام: مبهم و نامفهوم شمردن سخنی که مبهم نیست.[۴۱]
- تکذیب نادرست: دروغ و غیرواقعی معرفی کردن یک مدعا.[۴۲]

- اتهام مغالطه: مغالطه‌آمیز معرفی کردنِ سخنی که مغالطه‌آمیز نیست، بدون ارائهٔ دلیل برای آن.

- ساده‌انگاری: پیش‌پاافتاده تلقی کردن یک مدعا.[۴۴]
- مغالطهٔ توسل به شخص: نقد گوینده به‌جای نقد گفتهٔ او.[۴۵]

- توهین: نوعی از مغالطهٔ توسل به شخص ناسزا گفتن و دشنام دادن.

- مغالطهٔ توسل به ریشه‌ها: اشاره به این‌که سرچشمه و اصل موضوع مورد نقد، از شخصیت مذمومی بوده است.[۴۷]
- مغالطهٔ پهلوان‌پنبه: ترسیم یک مدعای ضعیف و نقد آن به‌جای نقد مدعای اصلی.[۴۸]
- مغالطهٔ کاملِ نامیسر: رد همهٔ راه‌حل‌های موجود با اشاره به نقاط ضعف آن‌ها یا مقایسه با کاملِ نامیسر.[۴۹]
- ارزیابی یک‌طرفه: تنها به نقاط ضعف یا قوت موضوعی اشاره کردن و نادرستی یا درستی آن را نتیجه گرفتن.[۵۰]
- مغالطه خلط علت و دلیل: به کار گرفتن دلیل ذهنی بین گزاره‌های به جای علت عینی بین پدیده‌ها.[۵۱]
- مغالطهٔ رد استدلال: از نادرست بودن یا مغالطه‌آمیز بودن دلیل یک مدعا، نادرستیِ خودِ آن را نتیجه گرفتن.[۵۲]
- مناقشه در مثال: به‌جای رد مدعا، در مثال‌ها و مصادیق آن تردید کردن.[۵۳]
- مغالطهٔ تخصیص: رد یک مدعای کلی با اشاره به حالتی خاص و غیرطبیعی که در آن حالت، آن مدعا صادق نیست.[۵۴]
- مغالطه بهانه: نپذیرفتن سخنی به‌دلیل برخی اشکالات جزئی.[۵۵]
- مغالطهٔ جمع مسائل در مسئلهٔ واحد: ادغام سؤالات در سؤالی که مبتنی بر پیش‌فرض‌هایی‌ست که مخاطب قبول ندارد.[۵۶]

### مغالطات نقل
- تحریف: کاستن و افزودن محتوای یک متن.
- تفسیر به رأی[نیازمند منبع] یا تفسیر نادرست: تفسیر یک سخن مغایر با اغراض گوینده و موافق با اغراض شخص.
- توریه: بیان سخنی که معنای آن، به‌ظاهر، درست است؛ ولی آنچه که مخاطب از آن، درک می‌کند، نادرست و دروغ است.
- دروغ: مطابقت نداشتن خبر با واقعیت. [نیازمند منبع]
- مغالطهٔ تأکید لفظی: تکیه و تأکید بر برخی از الفاظ یک قضیه و استنباط معانی‌ای که موردنظر گوینده نیست.
- نقل قول ناقص: نقل گزینشیِ بخشی از سخنان دیگران بدون توجه به پیام اصلیِ او در مجموعهٔ سخنانش

### مغالطات ادعای بدون استدلال
- آرزواندیشی: جایگزین کردن امید و آرزو به‌جای استدلال.
- اتهام نادانی: ادعای اینکه آن مدعا بسیار واضح و بدیهی است و نیاز به استدلال ندارد.
- استدلال از راه سنگ: ایجاد زمینه‌ای برای طلب نکردن دلیل ازسوی مخالفان و سلب امکان نقّادیِ مدعای موردنظر.
- تطمیع: جایگزین کردن منفعت‌طلبی به‌جای استدلال؛ یعنی اگر مدعای موردنظر را بپذیرد، نفعی به او می‌رسد.
- توسل به احساسات: تأثیر روانی بر مخاطب و استفاده از احساسات و عواطف برای منحرف کردن او از مقام استدلال.
- تهدید: جایگزین کردن زور به‌جای استدلال؛ یعنی اگر مدعای موردنظر را نپذیرد، آسیبی به او خواهد رسید.
- تهدید خاموش: استفاده از عباراتی کنایی جهت ایمای تهدیدی که نمی‌توان به صورت علنی اثباتش کرد اما دچار رعب و وحشت مخاطبان یا مخاطب خاصی می‌شود که به واسطه یک دانش قبلی بین مغالطه‌گر و مخاطب تفاسیر تهدیدآمیز به خود می‌گیرند.[نیازمند منبع]
- عبارات جهت‌دار: استفاده از کلماتی با بار ارزشیِ مثبت و منفی به‌جای استدلال یک مدعا.
- عوام‌فریبی: استفاده از هیجان جمعی؛ گرایش به تفاخر به‌جای استدلال.
- فضل‌فروشی: تظاهر به داشتن کمالات و فضل بسیار برای این‌که سخن گوینده (فاعلِ امر یا سخن) پذیرفته شود.
- کمیت‌گرایی افراطی: استفادهٔ نابه‌جا از اعداد و ارقام برای نشان دادن دقت زیاد مدعا.
- مسموم کردن چاه: نسبت دادن یک صفت منفی و ناپسند به مخالفان آن مدعا یا کسانی که تردید می‌کنند.
- مغالطه ادعای ابطال ناپذیر: مغالطه ادعای ابطال ناپذیر زمانی روی می‌دهد که فردی ادعایی مطرح کند که اثبات غلط بودن آن غیرممکن است.[۵۷] به عبارت دیگر بیان یک ادعا و اصرار بر درستی آن درحالی‌که امکان نشان دادن نادرستی آن با آزمایش یا مشاهده وجود ندارد. بیان ادعای ابطال ناپذیر راهی است برای ترک مسیر منطقی در بحث و گفتگو. این ادعاها معمولاً بر مبنای اعتقاد و ایمان بیان می‌شوند.[۵۸]
- مغالطهٔ بیان عاطفی: استفاده از کلماتی با بار ارزشیِ مثبت به‌جای استدلال‌های موافق یک مدعا، و بالعکس.
- مغالطهٔ تجسم: فرض و گمانِ یک جسم عینی و خارجی به‌ازای هریک از الفاظ و کلمات.
- مغالطهٔ تکرار: تکرار مدعا به‌جای استدلال برای اثبات آن.
- مغالطهٔ تله‌گذاری: نسبت دادن یک صفت مثبت و پسندیده به موافقان آن مدعا یا مخاطبانی که آن را می‌پذیرند.
- مغالطهٔ توسل به احتمالات: نتیجه‌گیری از احتمالات به‌جای استدلال. به بیان ساده یعنی: «اگر امکان وقوع چیزی هست. پس روی داده است.» مثال: این دانش‌آموز در امتحان تقلب کرده است. چون معلم در کلاس حضور نداشته و شرایط برای او فراهم بوده است. مثال دیگر: جهان بسیار وسیع است و احتمال وجود موجودات هوشمند فرازمینی هست. پس آنها هستند.
- مغالطه توسل به تجربه شخصی: یعنی استناد به تجربیات و شواهد شخصی برای اثبات یک ادعا به جای تکیه بر شواهد مستحکم که نتیجه تحقیقات و مطالعات علمی و آماری هستند. به بیانی دیگر مغالطه توسل به تجربه شخصی زمانی روی می‌دهد که اشخاص از تجربیات محدود شخصی برای نتیجه‌گیری قطعی در مورد یک موضوع خاص استفاده می‌کنند. این مغالطه بسیار در بین مردم رایج است و می‌توان گفت که همه مردم کم و بیش از آن استفاده می‌کنند.
- مغالطه توسل به ترحم: جایگزین کردن ترحم و دلسوزی به‌جای استدلال؛ یعنی تشویق به پذیرفتن سخن شخص قابل ترحم.
- مغالطهٔ توسل به ترس: مغالطه‌ای است که در آن، فرد تلاش می‌کند که حمایت از نظر خود را با ایجاد ترس و غرض‌ورزی به سمت رقیب ایجاد کند؛ این نوع از مغالطه در سیاست و بازاریابی، امری عادی است.
- مغالطهٔ توسل به جهل: اینکه مدعای موردنظر، نفی نشده است یا دلیلی برخلاف آن نیست؛ پس آن، درست است.
- مغالطهٔ توسل به مرجع: استفاده از نظر افراد مشهور به‌عنوان حجت و دلیل برای یک مدعا.
- مغالطه توسل به منبع الهی: این مغالطه وقتی روی می‌دهد که شخصی ادعا می‌کند که چیزی آنقدر شگفت‌انگیز، عجیب، خارق‌العاده یا منحصربفرد است که حتماً باید منبعی فرازمینی، فرامادی یا الهی داشته باشد.[۵۹] این مغالطه با نام «توسل به ناباوری» (به انگلیسی: divine fallacy or Argument from incredulity) نیز شناخته می‌شود.
- مغالطهٔ جَزمی‌گرایی: مطرح کردن مدعا و اجازه ندادنِ تشکیک در آن.
- مغالطه شرط خلاف واقع: طرح ادعا یا ادعاهای بدون پشتوانه در مورد آنچه ممکن است در شرایطی متفاوت روی داده باشد. همچنین می‌توان به آن نام فرضیه برخلاف واقعیت، یا مغالطه "چه می‌شد اگر" داد. مثال: اگر جان اف کندی ترور نمی‌شد، از جنگ ویتنام جلوگیری می‌کرد. این یک اشتباه خلاف واقع است زیرا رویدادهای تاریخی علل و آثار پیچیده و نامشخص زیادی دارند. هیچ تضمینی وجود ندارد که کندی از جنگ ویتنام جلوگیری می‌کرد. بسیاری از عوامل دیگر که بر روند تاریخ تأثیر گذاشتند، مانند جنگ سرد، بحران موشکی کوبا، جنبش حقوق مدنی و غیره در این ادعا نادیده گرفته شده‌اند.
- مغالطهٔ طردِ شُقوق یا مغالطه دوراهی کاذب: با ذکر عیوب شُقوق مختلف، مطلوبیت شِقّ موردنظر را اثبات کردن.
- مغالطهٔ طلب برهان: درخواست از مخاطبان که اگر مدعای موردنظر را نمی‌پذیرند، بر ضد آن، دلیل بیاورند.
- مغالطه فیزیک کوانتوم: استفاده از فیزیک کوانتوم برای اثبات مدعایی که هیچ ارتباطی به فیزیک کوانتوم ندارد. یا استفاده از قوانین عجیب و نامتعارف فیزیک کوانتوم که مختص جهان زیراتمی و فیزیک ذرات است برای ایجاد شک و تردید در قوانین پذیرفته شده جهان هستی.[۶۰]
- مغالطه وجودی: شخص به جای آوردن دلیل و برهان برای حقانیت و درستی یک عقیده یا نظر، به موجود بودن آن عقیده متوسل می‌شود و احتجاج می‌کند که چون فلان عقیده در بین بعضی افراد وجود دارد، پس حقیقت نیز دارد. گاهی این مغالطه را به #نتیجه‌گیری_حقیقت_ازواقعیت نیز نسبت می‌دهند. مغالطه در اینجا از این امر ناشی می‌شود که صرف موجودیت یک شیء را دلیل بر حقانیت آن می‌دانند. حال آنکه صرف تحقق و وجود یک شیء دلیل بر حق بودن یا ارزشمندی آن نیست.

### مغالطات بی‌دقتی برای گمراه‌سازی
- بزرگ‌نمایی: جلوه دادن جنبه یا جنبه‌های خاصی از یک واقعیت به‌صورت بزرگ‌تر و مهم‌تر از آنچه که هست.
- تصویر گمراه‌کننده: استفادهٔ نادرست از اندازهٔ تصویری که به‌عنوان نشانهٔ داده‌های آماری به‌کار می‌رود.
- کوچک‌نمایی: جلوه دادن جنبه یا جنبه‌های خاصی از یک واقعیت به‌صورت کوچک‌تر و کم‌اهمیت‌تر از آنچه که هست.
- نمودار گمراه‌کننده: استفاده از نمودارهای مغرضانه برای بیان اطلاعات آماری.
- مغالطه علت جعلی: معرفی امری که علت نیست یا بخش کوچکی از علت است به‌عنوان علت اصلی.
- مغالطه علت واحد: که می‌توان به آن، مغالطه ساده‌سازی بیش از حد و مغالطه تقلیل نیز گفت، زمانی رخ می‌دهد که فرض شود یک علت واحد و ساده باعث یک رویداد یا نتیجه شده است درحالی‌که در واقعیت این رویداد یا نتیجه ناشی از دلایل متعدد است.
- مغالطهٔ کُنه و وجه: معرفی یک صفت یا یک جنبهٔ خاص از یک پدیده به‌عنوان ذات و اساس آن.
- مغالطهٔ متوسط: مغالطهٔ آماری برای بیان اطلاعات خاص موردنظر.